# BMW E30
BMW E30 var modelkoden for BMW 3-serien fra 1982 til 1994.
Udbuddet omfattede 2- og 4-dørs sedan, 2-dørs cabriolet og 5-dørs stationcar. Sidstnævnte kunne i Danmark også købes som varebil på gule nummerplader.
Motorprogrammet gik fra 1,6 til 3,3 liter for benzinmotorernes vedkommende. Derudover fandtes der en 2,4 liter dieselmotor.
Sedan modellen blev afløst af E36 3-serien i 1990, Cabriolet modellen i 1993 og Touring modellen i 1991.

## Billeder
- BMW E30 2 dørs
- BMW E30 2 dørs
- BMW E30 4-dørs
- BMW E30 Cabriolet
- BMW E30 Cabriolet
- BMW E30 Touring
- BMW E30 Touring

- Wikimedia Commons har flere filer relateret til BMW E30

## Motorer
| Foregående: BMW E21 | BMW E30 1982−1994 | Efterfølgende: BMW E36 |

| Stub | Spire Denne bilrelaterede artikel er en spire som bør udbygges. Du er velkommen til at hjælpe Wikipedia ved at udvide den. |

- Wikimedia Commons har flere filer relateret til BMW E30